# Paul Thomas (pattinatore)
Paul Thomas (...) è un ex danzatore su ghiaccio britannico. Insieme a Pamela Weight ha vinto la medaglia d'oro al Campionato europeo e al Campionato mondiale nel 1956. L'anno prima i pattinatori avevano vinto l'argento in entrambe le competizioni. Prima di gareggiare con Weight, Thomas aveva vinto l'argento al Campionato europeo e al Campionato del mondo del 1954 gareggiando insieme a Nesta Davies.

## Palmarès
(con Weight)
| Evento                | 1955 | 1956 |
| --------------------- | ---- | ---- |
| Campionati mondiali   | 2°   | 1°   |
| Campionati europei    | 2°   | 1°   |
| Campionati britannici |      | 1°   |

(con Davies)
| Evento              | 1953 | 1954 |
| ------------------- | ---- | ---- |
| Campionati mondiali | 4°   | 2°   |
| Campionati europei  |      | 2°   |